# Synagoga w Kutnie
Synagoga w Kutnie – synagoga w Kutnie z XVIII w. przy ulicy Senatorskiej (obecnie ulica Norberta Barlickiego), zburzona przez hitlerowców w 1942.
W XVIII wieku rozpoczęto budowę synagogi murowanej. Ze względu na kłopoty finansowe gminy żydowskiej budowa synagogi trwała blisko trzydzieści lat. 

## Opis architektoniczny
Synagogę zbudowano na planie prostokąta. Ozdobną fasadę wieńczył późnobarokowy, profilowany szczyt, wsparty na dwóch parach drewnianych kolumn z portykiem mieszczącym schody na galerię, prowadzącą do babińca. Bryłę budynku przekryto dachem dwuspadowym. Taki sam szczyt z półkolumnami znajdował się także na fasadzie wschodniej. Z kolei strona północna i południowa synagogi obudowane były drewnianymi – znacznie niższymi od budynku – przybudówkami, w których znajdowały się babińce. Babińce okrywał jednospadowy dach podchodzący górą pod gzyms dachu głównego. Świadczy to o ich późniejszym dobudowaniu ponieważ całkowicie zasłaniały okna sali modlitewnej.
Barokowa sala modlitw w synagodze, z dziewięciopolowym sklepieniem, wyposażona została w monumentalną, położoną centralnie, bimę. Cztery masywne kolumny wspierały sklepienie krzyżowo-kolebkowe z lunetami. Aron ha-kodesz obramowany przez dwie kolumny był poszerzony pilastrami z bocznymi „skrzydłami". Nadstawa ustawiona na wysokim belkowaniu wypełniała całą przestrzeń lunety sklepienia. Jej środkową część zajmowały Dekalog Tablice Przykazań zwieńczone koroną. Na szczycie umiejscowiony był orzeł z rozpostartymi skrzydłami.

## Wojna i obecny stan
W trakcie II wojny światowej synagogę zniszczyli Niemcy w 1942, która po wojnie nie została odbudowana. 
Od 1992 na miejscu synagogi, u zbiegu ulicy Norberta Barlickiego i Bereka Joselewicza, Towarzystwo Przyjaciół Ziemi Kutnowskiej posadowiło pamiątkowy kamień z inskrypcją: W tym miejscu stała osiemnastowieczna synagoga, zniszczona podczas II wojny światowej przez Niemców, z nienawiści człowieka do człowieka i jego dzieła.

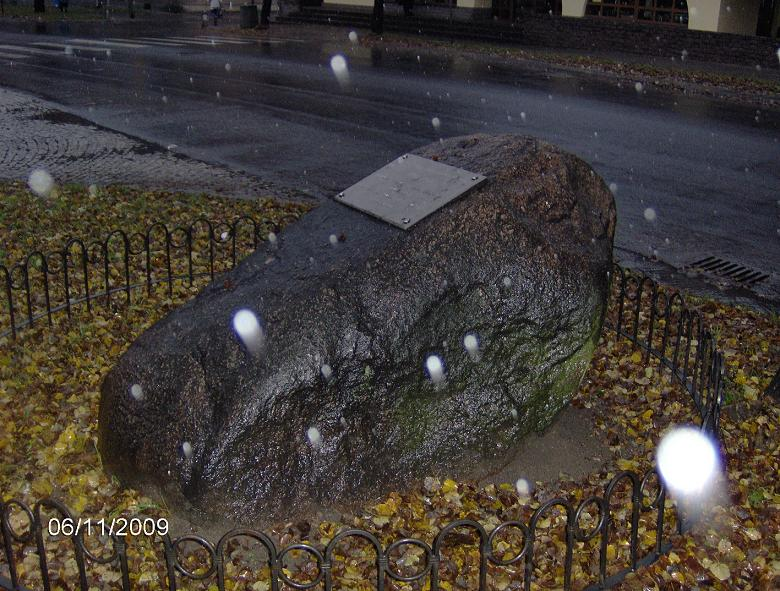
Pamiątkowy kamień, ustawiony przez władze miasta na miejscu synagogi
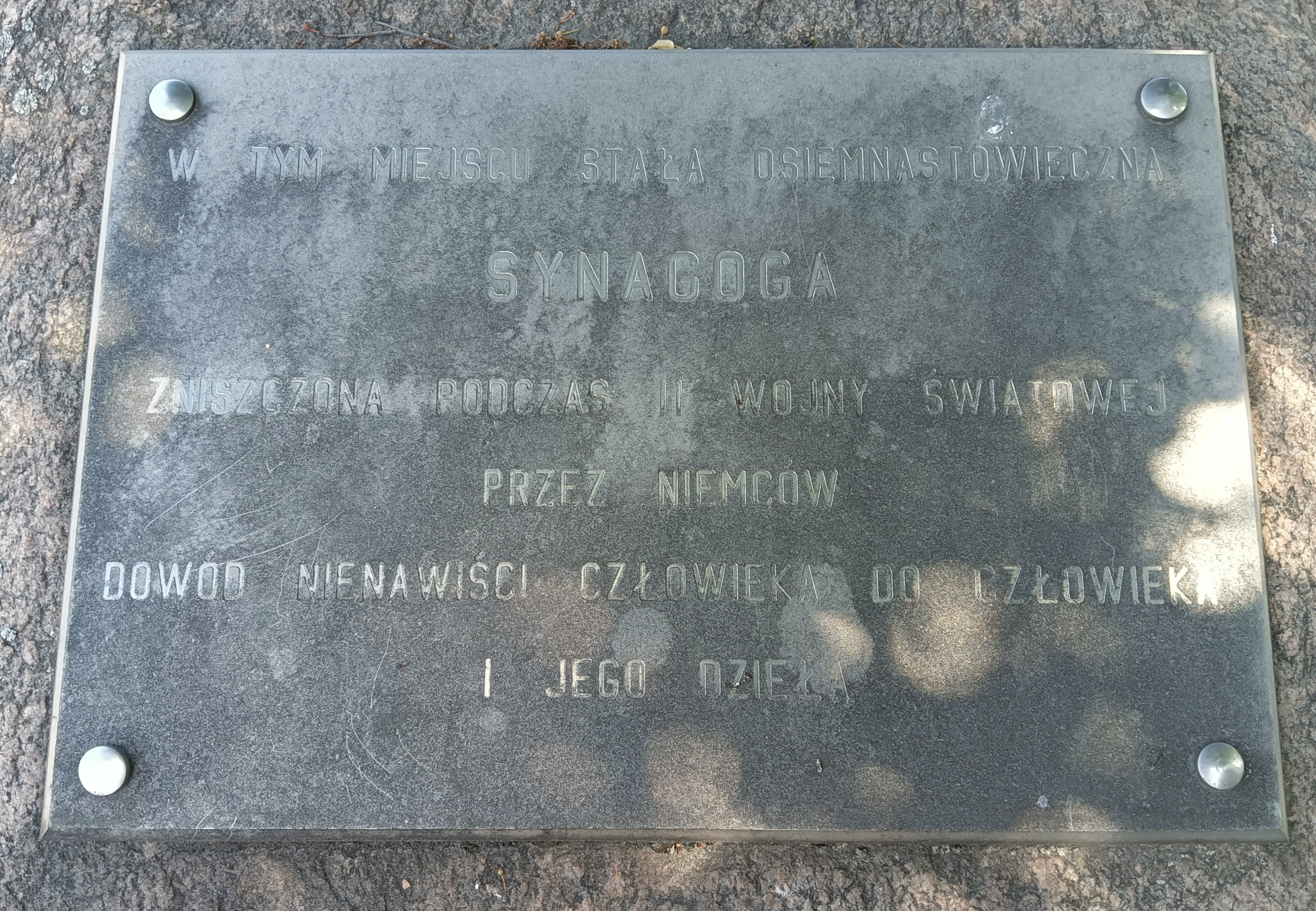
Tablica na kamieniu